# 63P/Wild
La comète Wild 1, officiellement 63P/Wild 1, est une comète périodique du système solaire, découverte le 26 mars 1960 par Paul Wild à l'Institut d'astronomie de l'université de Berne.